# Hare Krishna Mantra
Это статья о музыкальном сингле. Об индуистской мантре см. Харе Кришна.
«Hare Krishna Mantra», или «Hare Kṛṣṇa Mantra» (рус. Мантра Харе Кришна) — песня, записанная группой Radha Krishna Temple (состоявшей из кришнаитов лондонского храма Международного общества сознания Кришны) и изданная в августе 1969 года лейблом Apple Records в виде сингла. «Hare Krishna Mantra» представляет собой индуистскую мантру «Харе Кришна», записанную в виде поп-песни. В 1971 году «Hare Krishna Mantra» была включена в альбом The Radha Krsna Temple. Джордж Харрисон выступил продюсером песни и альбома. В записи песни также приняли участие Пол Маккартни и его жена Линда. Сингл «Hare Krishna Mantra» поднялся до 12-й позиции в UK Singles Chart, до 3-го места в чарте ФРГ и попал на верхнюю строчку чарта Чехословакии. Сингл также оказался в десятке лучших в чартах большинства стран Европы и в Японии. В результате коммерческого успеха сингла, группа четыре раза (два раза в прямом эфире, и два раза в записи) исполнила песню в популярной музыкальной телепередаче Top of the Pops.